# Framtid S Övertorneå
Framtid S Övertorneå (FrSÖ) är ett lokalt socialdemokratiskt politiskt parti i Övertorneå kommun. 

## Historik
Partiet Framtid S Övertorneå registrerades hos Valmyndigheten den 18 januari 2022 av Henry Barsk, efter att delar av Socialdemokraterna valt att gå en egen väg. Exakt vad som lett fram till splittringen i partiet råd det delade meningar om. Enligt Socialdemokraterna gick den tillbaka till 2008, då en ersättare till kommunalrådet skulle utses. Några av partiets ledamöter valde att inte rösta på partiets förslag utan på Centerpartiets förslag. Den andra sidan, med Henry Barsk och Roland Kemppainen i spetsen, sade att beslut som fattats vid arbetarekommunens möten endast är rådgivande.
S överklagade Valmyndighetens beslut att registrera partibeteckningen Framtid S Övertorneå, med motiveringen att partinamnet var för likt deras och att väljarna kunde blanda ihop namnen. Valprövningsnämnden avvisade överklagan eftersom den kommit in fyra dagar efter den möjliga tiden att överklaga beslutet.
Partiledare är Roland Kemppainen.
Några av Framtid S frågor i valet 2022 var äldreomsorgen och att kommunen skulle erbjuda utbildningsplatser inom bristyrken.  Förstanamnet i valet var Henry Barsk. Partiet fick i kommunalvalet 2022 14,95 % och fyra mandat i kommunfullmäktige. Lika många mandat som Socialdemokraterna tappade i valet. Efter valet ingick partiet i den styrande majoriteten tillsammans med Centerpartiet, Kristdemokraterna och Vänsterpartiet. Kemppainen blev kommunfullmäktiges ordförande och Barsk blev vice ordförande i kommunstyrelsen.
I december 2022 gick två av fem ledamöter för S ut med att de inte längre skulle representera partiet i kommunfullmäktige utan sitta på sina platser som politiska vildar.

## Valresultat
| År   | Röster | %     | Mandat  |
| ---- | ------ | ----- | ------- |
| 2022 | 371    | 14,95 | 4 av 25 |